# Вальмалет, Мадлен де
Мадлен де Вальмалет (фр. Madeleine de Valmalète; 28 июля 1899 — 2 августа 1999, Марсель) — французская пианистка.
Окончила Парижскую консерваторию у Жозефа Морпена. Пользовалась популярностью в 1920-е годах как солистка и как пианистка Парижского трио (со скрипачкой Ивонн Астрюк и виолончелисткой Маргерит Капонзакки). В 1929 году осуществила первую запись «Гробницы Куперена» Мориса Равеля, вызвавшую одобрение автора. 
В 1926—1949 годах жила в Марселе, затем вернулась в Париж по приглашению Альфреда Корто и преподавала в основанной Корто Школе музыки (здесь среди учеников де Вальмалет была, в частности, Идиль Бирет). 
В 1961—1974 годах Мадлен де Вальмалет была профессором Гренобльской консерватории.
В 2006 году по архивным материалам был выпущен CD с записями Мадлен де Вальмалет, датированными от 1929 до 1992 года.